# Relluna nurella
Relluna nurella is een vlinder uit de familie van de Houtboorders (Cossidae). De wetenschappelijke naam van de soort werd voor het eerst gepubliceerd in 1894 door Charles Swinhoe.
De soort komt voor in  China (Yunnan), India (Sikkim), Vietnam, Noord-Myanmar, Thailand, de Filipijnen (Palawan), Maleisië (Malakka) en Borneo.